# Монзино
Мо́нзино — посёлок в Пригородном районе Свердловской области России. Входит в муниципальный округ Горноуральский, управляется Николо-Паловской территориальной администрацией. Ранее входил в состав Николо-Павловского сельсовета Пригородного района.
Посёлок расположен при железнодорожной станции Монзино.

## Название
Железнодорожная станция и посёлок при ней получили название в 1920-х годах в память о командире красного партизанского отряда Дмитрии Куприяновиче Монзине, родившемся в соседнем селе Николо-Павловском и там же расстрелянном белыми. Ранее станция носила название Шайтанка. По фамилии переселенцев из Вологодской губернии Монзиных, работавших на Демидовских заводах, называлась также основанная ими деревня Монзино, возникшая в начале XIX века и позднее вошедшая в состав села Николо-Павловского.

## Население
| 2002 | 2010 | 2021 |
| ---- | ---- | ---- |
| 27   | ↗29  | ↘12  |

## География
Посёлок Монзино расположен на восточном склоне Уральских гор, к востоку от реки Тагил, на правом берегу, близ Нижнетагильского пруда, протянувшегося на юг до этих мест. Монзино находится к северу от Екатеринбурга, в южных окрестностях Нижнего Тагила. Посёлок образован при станции Монзино Свердловской железной дороги (участок Нижний Тагил — Екатеринбург).
Между коллективными садами близ станции река Тагил образует несколько прудов-выработок, которые появились здесь после добычи золота в середине XX века. С нечётной стороны от станции в центральной части посёлка простирается болото, отделяющее коллективные сады № 1 и № 2 НТМК от железной дороги.
К юго-западу от садов расположен посёлок Братчиково, к юго-востоку — село Николо-Павловское, а также небольшой посёлок Отрадный, находящийся между Николо-Павловским и Монзино. Примерно в двух километрах востоку от посёлка Монзино проходит автодорога, соединяющая Нижний Тагил с Николо-Павловском и Серовским трактом.

## Транспорт
На железнодорожной станции Монзино останавливаются пригородные электропоезда сообщением Екатеринбург — Нижний Тагил, за исключением скоростных.
От Нижнего Тагила до Монзино ходят два маршрута маршрутных такси (до садов НТМК-1, и «Автодорожник»).

## Прочие объекты
- Электроподстанция
- Водонасосная станция
- База отдыха «КоксоХим»

## Достопримечательности

### Монзинские выработки
Выработки — собственное местное название небольших прудов, образованных на реке Тагил на месте добычи золота и строительного песка в середине XX века. Один из прудов находится вплотную к железнодорожной станции и отделён от неё только автомобильной дорогой. В южной крайней точке Тагильского пруда есть остров Водокачка, на котором находится водонапорная станция и часть коллективного сада УВЗ-10.

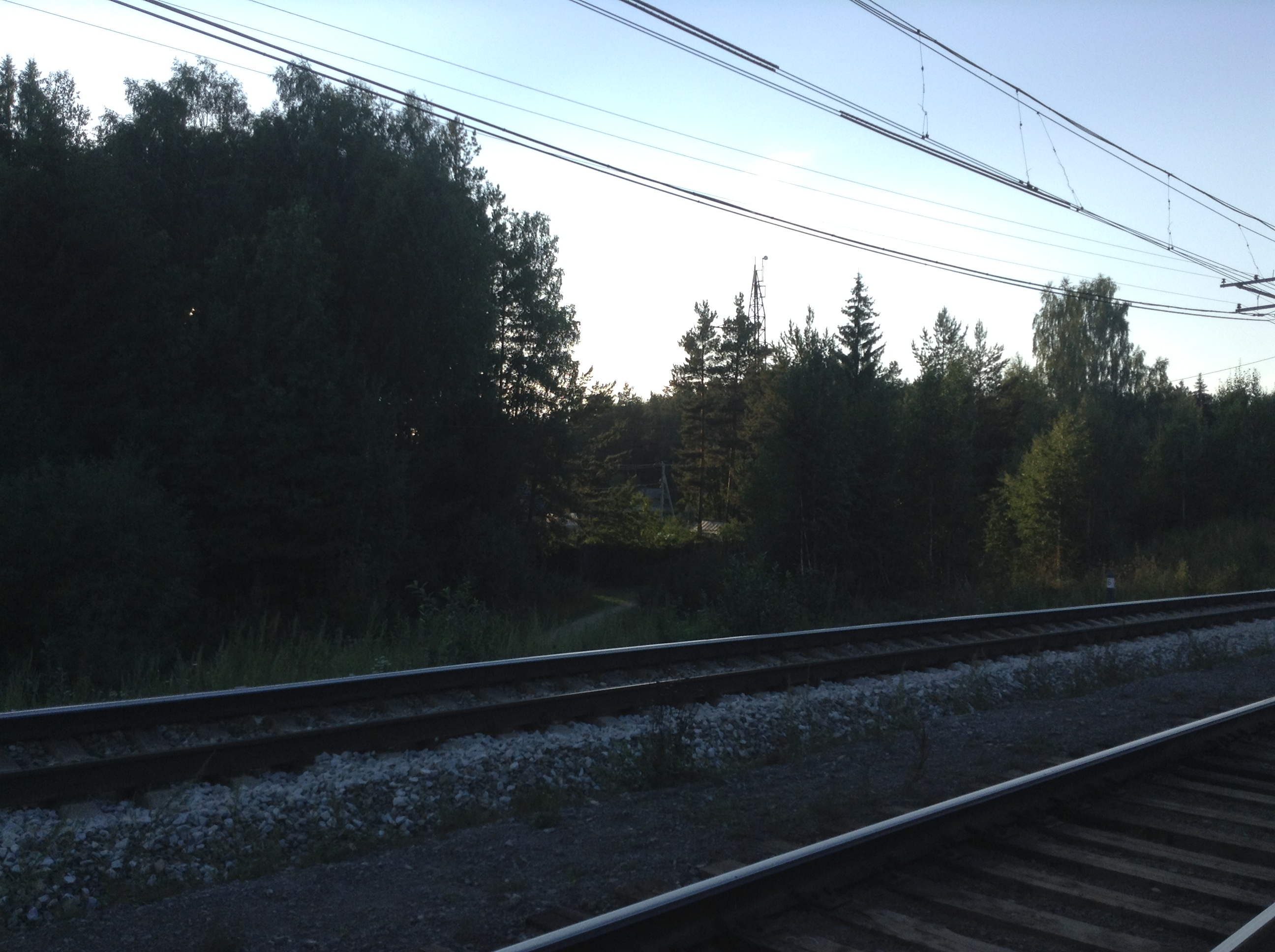
Вечер на Монзино. Вид с железнодорожной насыпи возле утёса на сад ВЖР-3